# Sandrine Plu
 (mai 2018).
Si vous disposez d'ouvrages ou d'articles de référence ou si vous connaissez des sites web de qualité traitant du thème abordé ici, merci de compléter l'article en donnant les références utiles à sa vérifiabilité et en les liant à la section « Notes et références ».
Sandrine Plu, née en 1974, est une patineuse de vitesse française.

## Biographie
Elle est née à Coulaines le 10 avril 1974. Elle est mariée à Kevinn Rabaud et a 3 enfants.  Elle  est adjointe aux sports de la ville de Coulaines.

## Palmarès

### Championnats du monde
- Médaille d'or en 1500 m à points en 1996 (route)
- Médaille d'or au semi-marathon en 1996 (route)
- Médaille d'or en 1500 m sprint en 1995 (route)

### Championnats d'Europe
- Médaille d'or en 5000 m Masstart en 1993 (route)
- Médaille d'or en 5000 m à points en 1994 (piste)
- Médaille d'or en 1500 m par équipes en 1996 (piste)